# Stade Tomás Arrieta
 (mars 2025).
Si vous disposez d'ouvrages ou d'articles de référence ou si vous connaissez des sites web de qualité traitant du thème abordé ici, merci de compléter l'article en donnant les références utiles à sa vérifiabilité et en les liant à la section « Notes et références ».
Le stade Tomás-Arrieta est un ancien stade situé à Barranquilla, en Colombie.
Il était principalement destiné au baseball. C'est le stade domicile des Caimanes de Barranquilla. Sa capacité est de 8 000 places.

## Histoire
Le stade a été construit en un temps record de 92 jours, du 23 août au 25 novembre 1946. Il a été ouvert la même année.
Il est démoli en 2016 (une plaque commémorative figure aujourd'hui en sa mémoire). Le stade Édgar-Rentería est construit ensuite à son emplacement.

## Galerie

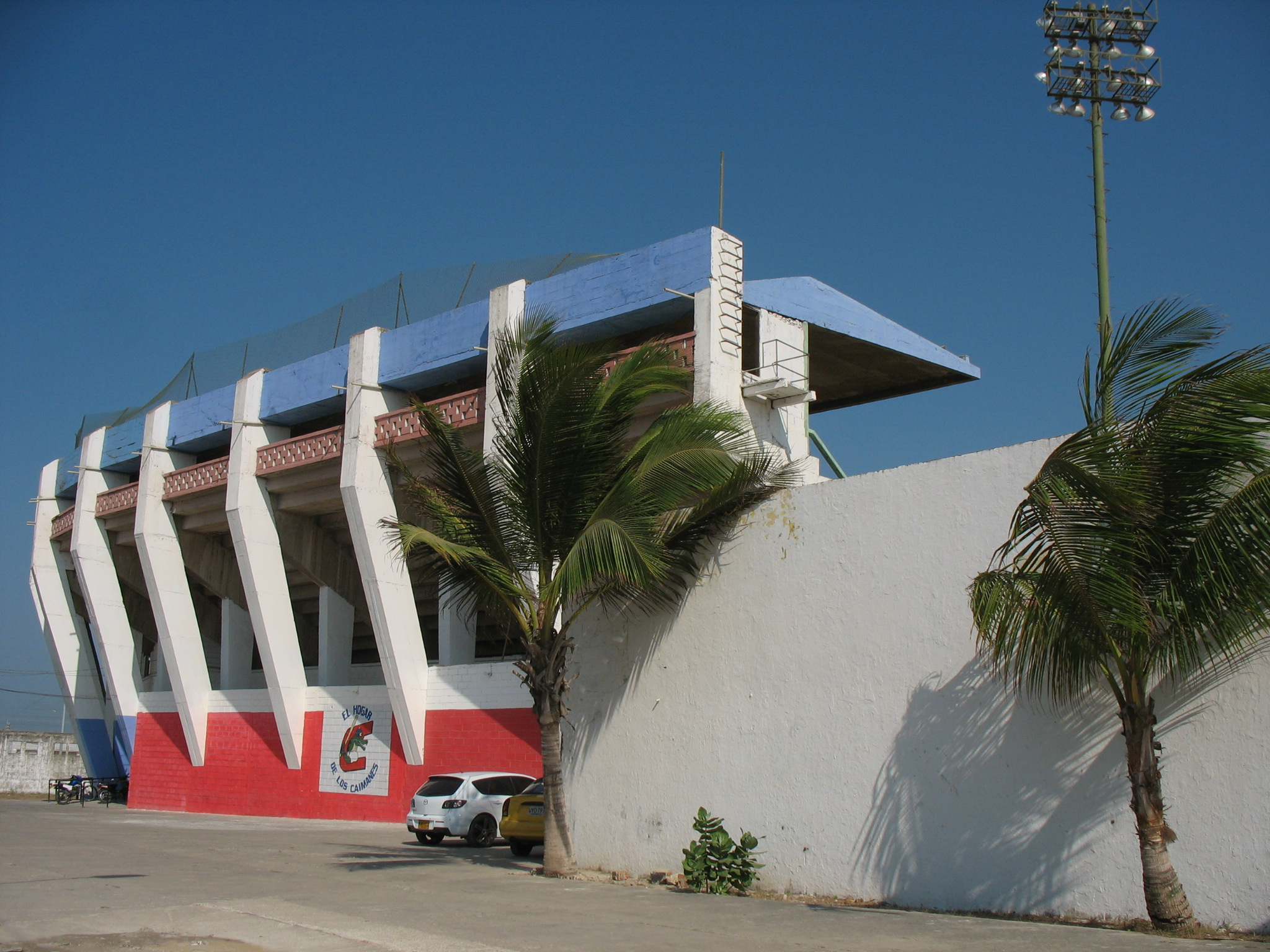
Le stade vu de l'extérieur